# Манастир Шишатовац
Манастир Шишатовац се налази на јужним падинама западног дела Фрушке горе у близини истоименог насеља и извора поточића Ремете. Изграђен је у 13. веку, као задужбина краља Драгутина. У почетку се манастир звао Реметица или Реметски манастир и посвећен је био Св. Николи.
Манастир припада Епархији сремској Српске православне цркве и представља непокретно културно добро као споменик културе од изузетног значаја.

## Историја
Према „Свитку завешталном“ монаси манастира Жича Иларион и Висарион предвођени својим игуманом Теофаном (Теофилом) почетком 16. века побегли су од турскиг зулума у Срем и ту су нашли малу стару зидану црквицу посвећену св. Николи. Они су ту цркву срушили и на истом месту подигли 1520. године нову, и посветили је Рођењу пресвете Богородице. (Иларион Руварац је мислио да то није могло бити 1520, већ између 1545. и 1550. г.) Тај нови манастир се од друге половине 16. века назива Шишатовац. Године 1543, пренете су у Шишатовац мошти св. Стевана Штиљановића из Шиклоша у Барањи за време игумана Теофила. Свечево тело почивало је у ораховом кивоту украшеном седефом до 1760, када је о трошку Вићентија Поповића, вршачког епископа, израђен нов, богато украшен метални кивот, увијен у црвену кадифу и сребром окован. По једној процени из 19. века ћивот као и напрсни крст са дуплим златним ланцем (који је владика Вићентије скинуо са себе и поставио на мошти Штиљановића), вредели су 20.000 ф.
Због култа Штиљановићевог народ је у великом броју походио и даривао манастир. Турци су због тога од манастира 1566. године тражили велик откуп, у износу од 26.000 акчи и приде још 1000 акчи за ту годину. Током 1643. године ту је једно време боравио патријарх Пајсије Јањевац, који је написао тада "Повесно слово" светитељу Штиљановићу. По опату Бонину то је 1702. године био један од већих манастира у Срему, у којем поред послуге и искушеника има још 25 калуђера "општежитеља". То изузетно леп и богат манастир са 1138 јутара земље. Године 1753. током визитације црквених добара ту је пописано 13 калуђера, пет ђака, 13 слугу и 12 Прњавораца који су радили манастирску земљу.
По митрополиту Београдском и Сремском Пајсију, оба манастира Шишатовац и Кувеждин је подигло исто ктиторство Стефана Штиљановића и великог жупана (војводе) Теодора. Манастире су градили исти мајстори - "са приморских страна" Јован и Гашпар.
Првобитна црква није сачувана и брзо је срушена. Али у старом четворојеванђељу писаном 1560. године на крају текста сачуван је цртеж те првобитне цркве без звоника (из 1520). Године 1634, приморски мајстори Јован и Гашпар саградили су од камена двокуполну цркву, која је била покривена храстовом шиндром. 1742. године саграђен је четвороспратни звоник квадратног пресека прилогом Вука Исаковича (главни јунак Сеоба М. Црњанског) Гробљанска капела је подигнута 1749. године.
Године 1650, митровачки Синан-бег је намеравао да до темеља поруши запустеле манастире Кувеждин и Петковицу, и да материјал од њих искористи за неку градњу у Митровици. То је чуо Митрополит Београдски и Сремски Пајсије и поручио игуману шишатовачком Кирилу, да то братство откупи од Турчина запустеле манастире, спаси их од разарања тако што ће сваке године плаћати 100 гроша Синан-бегу. Када су пристали калуђери, митрополит је успешно посредовао и узео од бега "писмо" као гаранцију.
Архимандрит шишатовачки Јоаникије отишао је 1689. године у Русију да скупља прилоге за манастир. Међутим тамо су га задржали и предат му је један православни манастир у Черниговској епархији. Тамо је и умро 1725. године. Слао је више дарова цркви манастира Шишатовца (попут сасуди и утвари, те сребром оковану икону) что би незаборављен био на вјечни спомен.
Велике заслуге за украшавање манастирског храма има епископ Вршачки Вићентије Поповић. Он је ту од 1718. године био монах, затим 12 година игуман и још 24 године архимандрит - до 1774. године. Тада је постао владика у Вршцу и у тој столици провео 11 година, до смрти 1785. године, али је и даље помагао Шишатовац. Поповић је као архимандрит шишатовачки, порушио је стару тескобну двокуполну цркву и почео да зида нову, садашњу цркву коју је и лимом покрио. Зидање је трајало 20 година, од 1758. до 1778, а осим Вићентија Поповића, који је постао вршачки епископ, велики приложници су били капетан Трифун Исакович, оберкапетан Јован и његов брат обрстер Јосиф Монастерлија, а такође и потпуковник Секула и његов брат капетан Јефтан Витковић. Оно што на њој одмах привлачи пажњу јесте њена величина која прелази у монументалност, тако да и по томе одступа од осталих, далеко мањих, фрушкогорских манастирских цркава. У њеној архитектури не само да потпуно преовлађује барок, већ су и њени прозори (њих 9) израђени у готском стилу, што је једини пример такве градње на Фрушкој гори. Капела, посвећена Св. Петру и Павлу, саградио је у барокном стилу 1750. године, Трифун Исаковић. Зграде конака су окруживале цркву са три стране, док је четврту, северну, затварао храм. Коначни изглед конаци су добили крајем 18. и почетком 19. века, а обновљени су после пожара 1849. године.
Иконописац Григорије Давидовић-Обшић из Чалме сликао је цркву 1793, идуће године сликао је иконостас, а 1795. насликао је у цркви и лик епископа Вићентија.
Шишатовачка библиотека некада је била чувена по својим старим рукописним и штампаним књигама. Поменућемо само неке. Чувен је био такозвани Шишатовачки апостол. Овај рукописни апостол на пергаменту написао је јеромонах Дамјан 1324. у граду Ждрелу код Пећи. У запису на једном дивном писаном јеванђељу из 1560. стоји да је јеванђеље писано у манастиру званом реметски у храму рождества пресвете Богородице, где су и мошти светог и праведног кнеза Стевана Штиљановића; једно јеванђеље са минијатурама из 16. века. Ту је писан и један минеј 1566. овде се чува и један архијерејски служебник, писан 1616. у манастиру Молдовици (у Каравлашкој), који је приложио Шишатовцу, као манастиру свог пострига, епископ пожаревачки Јосиф 1627. године и др.
У ризници је чувано неколико скупоцених старих крстова, међу којима се истиче ручни крст окован од кујунџије Радослава 1598, петохљебница из 1659, затим бакрорез са ликом Стевана Штиљановића израђен у Бечу 1763. године, о трошку пуковника Вука Исаковића и један бакрорез израђен 1756. на коме је такође лик Штиљановићев.
Од 1812. до 1824. у Шишатовцу је био архимандрит Лукијан Мушицки, писац Гласа харфе шишатовачке. Мушицки је током боравка у манастиру исти претворио у стециште најзначајнијих представника српске интелектуалне елите тог доба. После пада Србије 1813. боравио је у Шишатовцу код Мушицког Вук Караџић. Ту су позвали гуслара Филипа Вишњића, чије песме о Карађорђевом устанку је Вук записао. У Карловцима и манастиру Шишатовцу Вук је забележио најлепше народне песме од својих најдаровитијих певача — гуслара Филипа Вишњића и Тешана Подруговића. Године 1838-1840. у Шишатовцу био је архимандрит Пахомије Јовановић.
Уметник Христифор Жефаровић је 1753. године приказао манастир са Св. Стефаном Штиљановићем, на једној гравири. У трпезарији Шишатовца, по предлогу Лукијана Мушицког, насликао је 1821. Арса Теодоровић један детаљ из Житија Штиљановићева: сцену како Штиљановић у своме граду Шиклошу дели пшеницу гладном народу.
Теслина научна фондација из Филаделфије је покренула идеју да се у оквиру манастира Шишатовац подигне реплика Теслине родне куће, цркве из Смиљана и Теслиног торња. Владика вршачки Вићентије Петровић, некадашњи игуман шишатовачки је између 1785-1810. године почивао на гробљу манастира Месића. Архимандрит шишатовачки Гаврило Стефановић пренео је његове посмртне остатке 1810. године у Шишатовац, и сахранио у поду манастирске цркве испод мермерне плоче. У манастиру је службовао и сахрањен архимандрит Петроније Трбојевић (1876—1933), доктор права и богословије, син Теслине сестре Ангелине. У манастирској библиотеци су се чувала писма која је Никола Тесла годинама слао Петронију Трбојевићу из Њујорка.

## Страдање калуђера манастира Шишатовца од усташа
Августа 1941. хрватске власти су ухапсиле калуђере манастира Шишатовац Рафаила Момчиловића, Димитрија Божјаковића, Германа Јајића и Теофила Ћурчина и одмах их упутиле у логор код Славонске Пожеге. Уз пут, на железничкој станици Плетерници, у воз којим су их транспортовали ушло је 12-15 усташа и одмах се окомило на њих. Игуману Рафаилу су ишчупали браду, сву четворицу терали да певају четничке песме, а како их они нису знали то их је један усташа учио и тукао их ако не би одмах за њих лепо поновили. На станици у Славонској Пожеги прикључили су их једној групи од 400 сељака из срезова босанско-бродског и дервентског, уредили их све по четворицу а калуђере ставили на чело поворке. Стражари који су их спроводили од станице до логора уз пут су их стално тукли кундацима. Игуман Рафаило, калуђер Димитрије и Герман као и многи сељаци падали су од умора и изнемоглости, а усташе су их онда још жешће тукле кундацима и ногама терајући их да устану. Затим су од калуђера захтевали да певају црквену песму „Свјати Боже“ и четничку песму „Спремте се, спремте четници“, Кад су стигли у логор, зауставили су се пред болницом и ту остали пуна два сата и за све време усташе су их у присуству заповедника логора, тукли кундацима, летвама, батинама и чупали им косе и браде. Затим су им пришле две Хрватице и једно дете у усташком оделу па их и они тукли, добацујући им: „Бизанти, смрдљиви Цигани“. Калуђерима је после тога наређено да трчећим кораком оду у бараку. Игуман Рафаило, измрцварен и испребијан пао је „а остали су морали трчећи по њему газити“, Игумана су доцније донели и ставили на сред бараке, где је остао дуже време у бесвесном стању.
Рафаило Момчиловић као игуман манастира мученички је убијен септембра 1941. године. Канонизован је 1999. године.
Манастир су током рата држале хрватске усташе, домобрани и оружници, са деловима немачких трупа састављених од домаћих Немаца. О манастиру се бринуо немачки комесара за манастир Шишатовац, који је био смештен у манастирским ћелијама.
Из манастира Шишатовац, априла 1942. су теолог и историчар Радослав Грујић и кустос Музеја кнеза Павла, Миодраг Грбић, користећи се личним познанством и благонаклоношћу, ратног саветника при Управном штабу за Србију, мајора Јохана Албрехта фон Рајсвица (нем. Johann Albrecht Freiherr von Reiswitz) успели су да обезбеде пренос моштију српских светитеља деспота Стефана Штиљановића, у тада окупирани Београд. Том приликом је констатовано да су биле опљачкане све драгоцености које су се налазиле са моштима, међу њима кивот, богато украшен сребрним орнаментисаним и позлаћеним оковом и медаљонима петорице светитеља у емајлу, сребрна круна са светитељеве главе, као и друге драгоцености којима је било украшено његово тело, а да је приликом скидања драгоценог прстена с домалог прста леве руке, оштећена осушена кожа. Према тврдњама немачког комесара, све драгоцености из манастира, чак и најпотребнији предмети за богослужење, као и драгоцености из ризнице је лета 1941. однело повереништво НДХ у Загребу, под вођством директора Музеја за умјетност и обрт, Владимира Ткалчића, за шта је издато писмено решење, док је у манастирској библиотеци још увек било књига.
Током рата, конак и библиотека су спаљени, звона су однета са звоника који је, заједно са кровом цркве миниран и делом срушен.
По окончању ратних дејстава у манастир је послата Комисија за утврђивање штете на културно-историјским предметима на територији Војводине, која је установила да су црква и конак разрушени, да су ствари из цркве или однете или пропале и да је очувана само капела изнад манастира у којој су остале старе иконе.

## Манастир данас
Данас манастирски комплекс чине обновљена црква храм Рођења пресвете Богородице, једна зграда недавно изграђеног конака, југоисточно од цркве и камена капела светих апостола Петра и Павла. Скоро је обновљен и монументална манастирска капија. Изградња источног конака је завршена.
Манастир посвећен празнику Малој Госпојини је на почетку 21. века мушки и активан. Данашњи игуман манастира је јеромонах Андреј Ненић. После 72 године, 6. августа 2016 у звоник су постављена три звона, укупне тежине 950 килограма.